# Mario Šelih
Mario Šelih, slovenski dramski in filmski igralec, * 18. marec 1962, Ljubljana. 

## Življenjepis
Leta 1989 se je vpisal na študij dramske igre na Akademijo za gledališče, radio, film in televizijo v Ljubljani, kjer je pod mentorstvom Janeza Hočevarja - Rifleta in Zvoneta Šedlbauerja in diplomiral leta 1993. Od leta 1996 je član ansambla Slovenskega ljudskega gledališča Celje.
Med letoma 1979 in 1981 je bil vokalist znane punk-rock zasedbe Lublanski psi.

## Vloge v filmih
- 2006 - Mokuš v režiji Andreja Mlakarja
- 2003 - Pesnikov portret z dvojnikom v režiji Francija Slaka
- 1993 - Rojevanje Leara[3]
- 1993 - Ko zaprem oči v režiji Francija Slaka
- 1991 - Do konca in naprej v režiji Jureta Pervanjeta
- 1990 - Spirit of Action v režiji Andreja Košaka
- 1988 - Remington v režiji Damjana Kozoleta
- 1987 - Hudodelci[4] v režiji Francija Slaka